# Santa María Magdalena (Zamora)

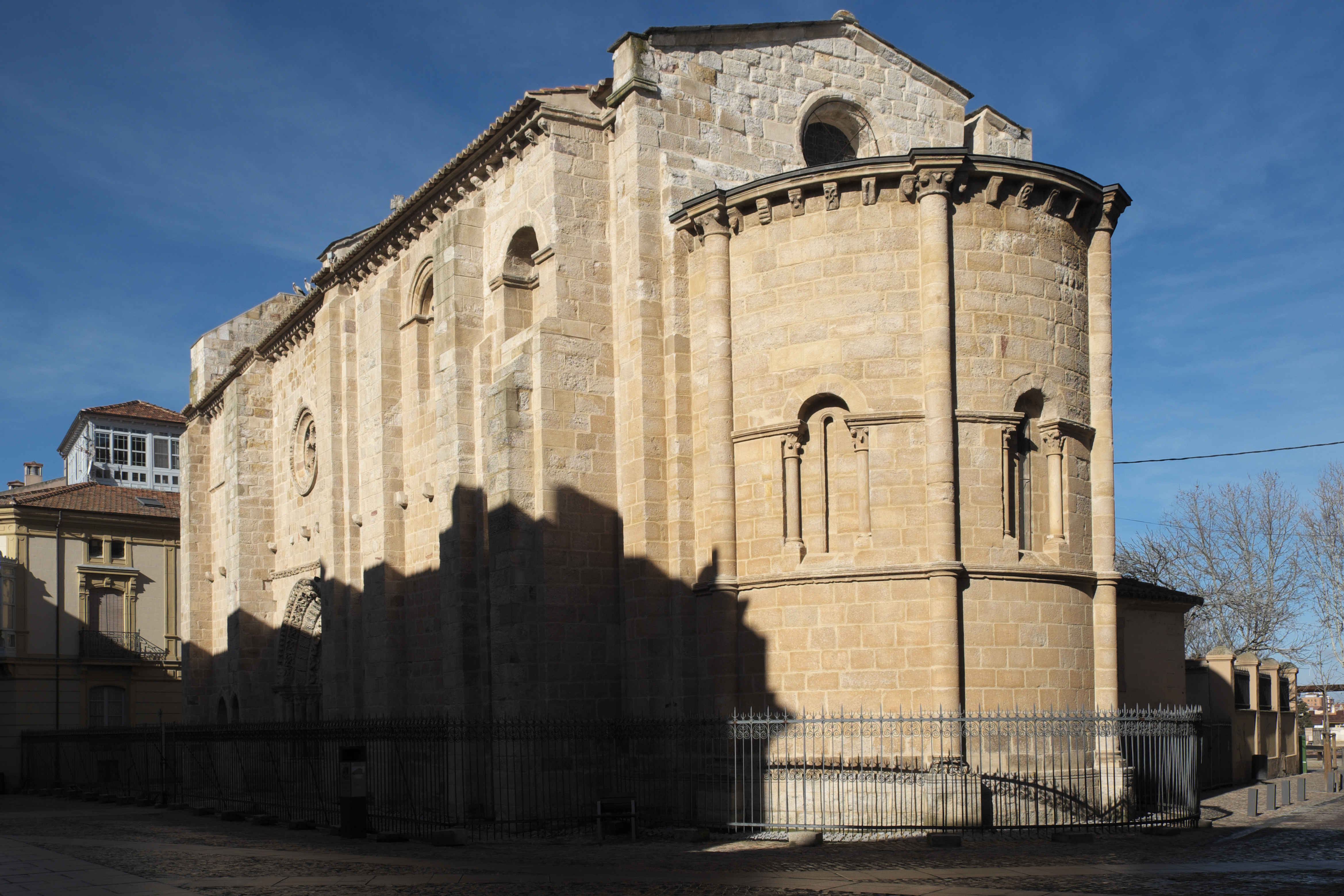
Kirche Santa María Magdalena

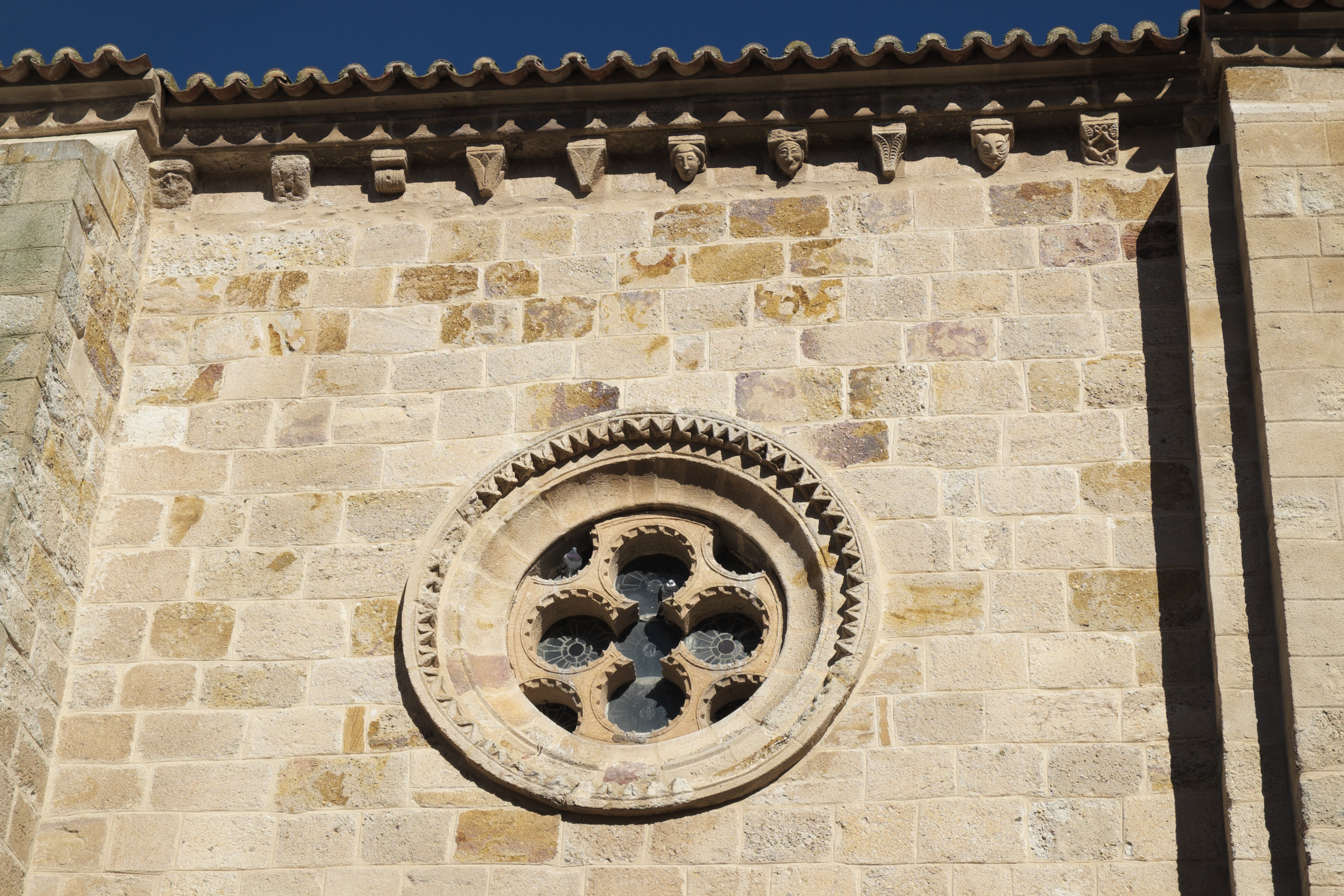
Rosette und Kragsteine der Südfassade

Die römisch-katholische Kirche Santa María Magdalena in der Rúa de los Francos in Zamora, der Hauptstadt der gleichnamigen Provinz in der autonomen spanischen Gemeinschaft Kastilien-León, wurde in der zweiten Hälfte des 12. Jahrhunderts begonnen. Die Bauarbeiten zogen sich bis ins frühe 13. Jahrhundert hin. Die Maria Magdalena geweihte Kirche war ursprünglich im Besitz des Johanniterordens. 1910 wurde die romanische Kirche zum Baudenkmal (Bien de Interés Cultural) erklärt.

## Architektur
An die einschiffige Kirche schließt sich im Osten eine halbrunde Apsis an. Die Westfassade wird von einem offenen Glockengiebel (espadaña) bekrönt. Unter dem Dachansatz des Langhauses und der Apsis verläuft eine Reihe skulptierter Kragsteine. Die Außenmauern des Schiffes werden von kräftigen Strebepfeilern gestützt. Vier mit Kapitellen verzierte Halbsäulen gliedern die Apsis, die drei große, von Säulen gerahmte Rundbogenfenster durchbrechen. In der Südfassade öffnen sich zwei Zwillingsfenster und in der Mitte ein Rundfenster mit Vierpassmaßwerk.

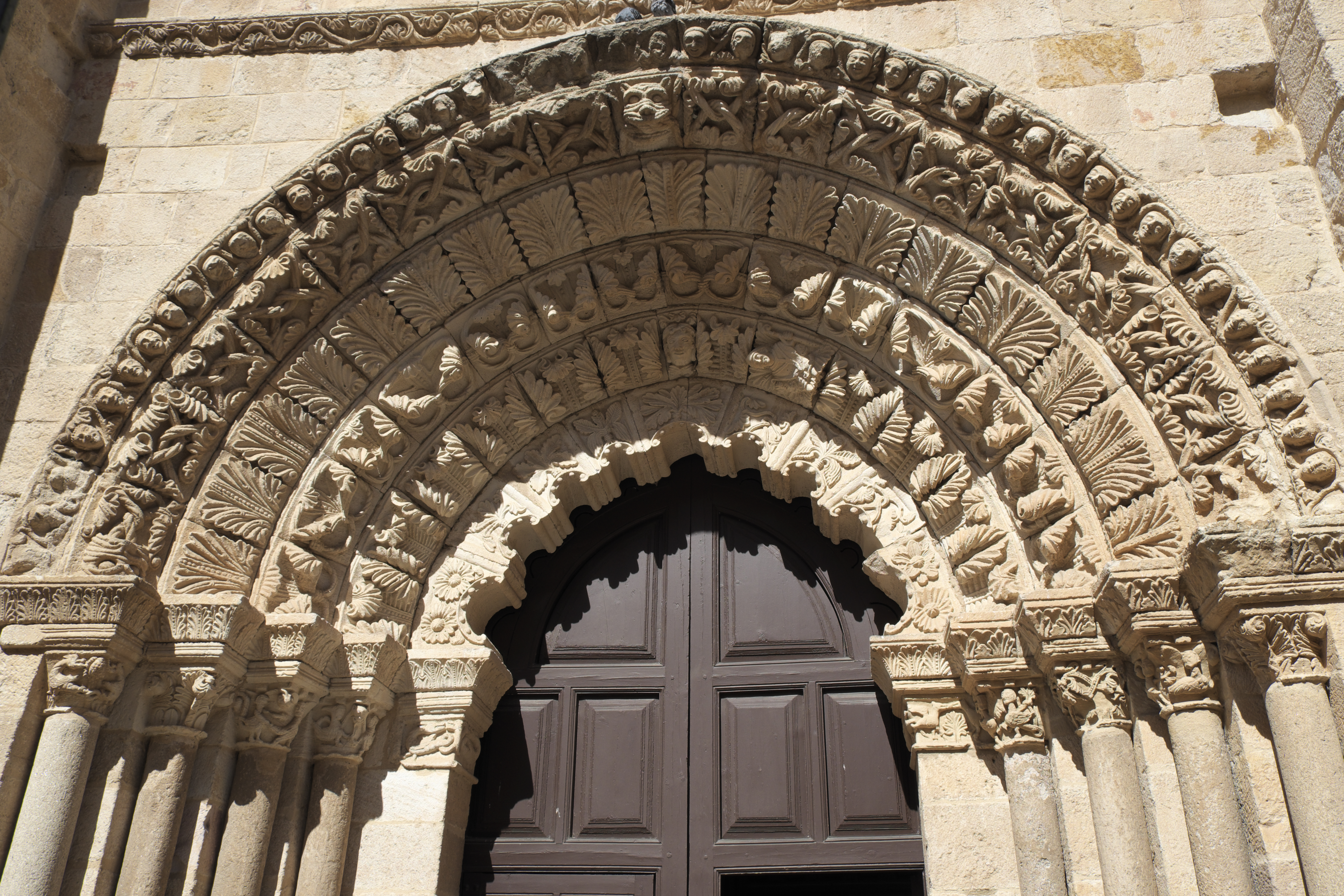
Südportal

## Südportal
Die Kirche besitzt drei Portale, von denen das Südportal am prächtigsten skulptiert ist. Es ist leicht zugespitzt und wird von vier Archivolten überfangen. Auf dem äußeren Bogenlauf sind kleine menschliche Köpfe dargestellt, auf den anderen Palmblätter und Blattranken. Der innere Bogen ist gezackt. Die Archivolten werden von schlanken Säulen getragen und ruhen auf mit Palmblatt verzierten Kämpfern über Kapitellen, auf denen Blattwerk, Harpyien und andere Fabelwesen dargestellt sind.

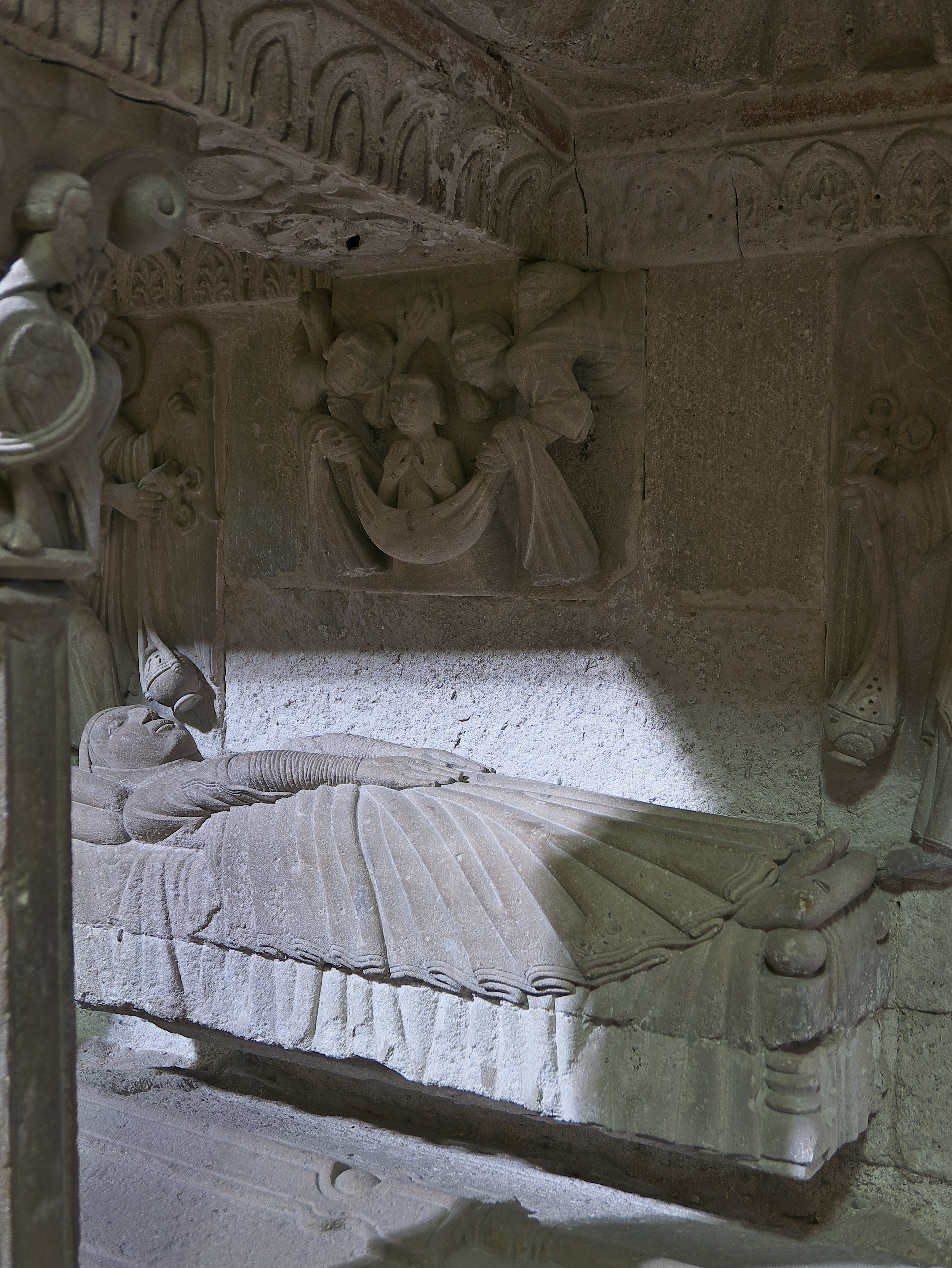
Liegefigur

## Romanisches Grabmal
Die Kirche besitzt ein Grabmal mit einer weiblichen Liegefigur aus der Bauzeit der Kirche. Um welche Persönlichkeit es sich bei der bestatteten Person handelt, ist allerdings nicht belegt. Es wird Urraca von Portugal (um 1151–1188) vermutet, die erste Gemahlin von Ferdinand II. von León und Mutter von Alfons IX. von León. Wegen der Ähnlichkeit mit dem steinernen Chorgestühl der Kathedrale von Santiago de Compostela, wird das Grabmal Maestro Mateo, einem Bildhauer des 12./13. Jahrhunderts und Schöpfer des Pórtico de la Gloria der Kathedrale von Santiago de Compostela, zugeschrieben.
Die Verstorbene wird auf einem Bett liegend dargestellt, umgeben von Weihrauch schwenkenden Engeln. Zwei weitere Engel tragen ihre Seele in einem Leintuch zum Himmel. Ein auf fünf Säulen aufliegender Baldachin überdacht den Sarkophag. Die Seiten des Baldachins sind mit Dreipassbögen und Reliefdarstellung von Drachen und Harpyien verziert, deren Hälse ineinander verschlungen sind. Die Kapitelle der Säulen tragen Darstellungen von Harpyien und anderen vogelartigen Wesen.

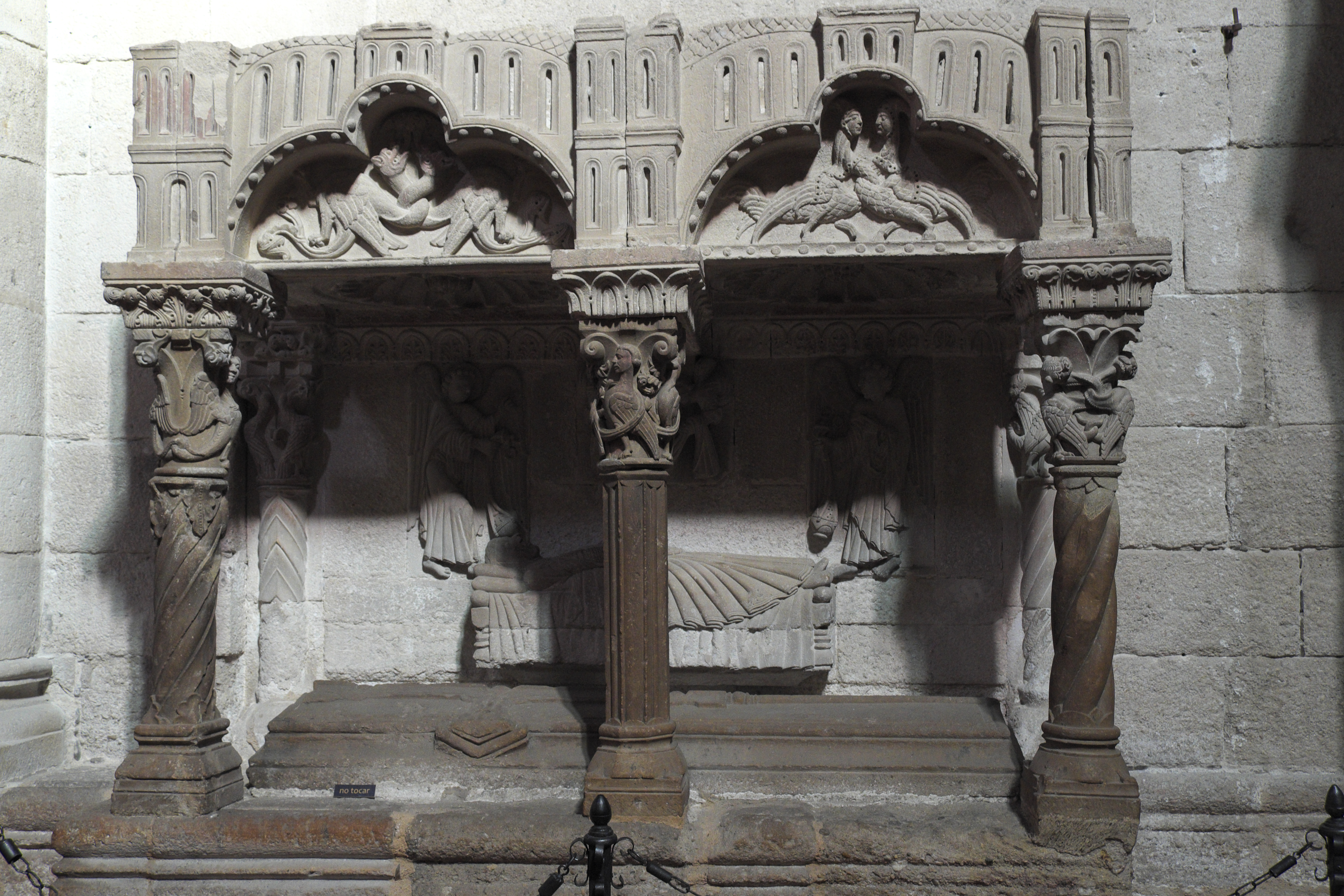
Grabmal
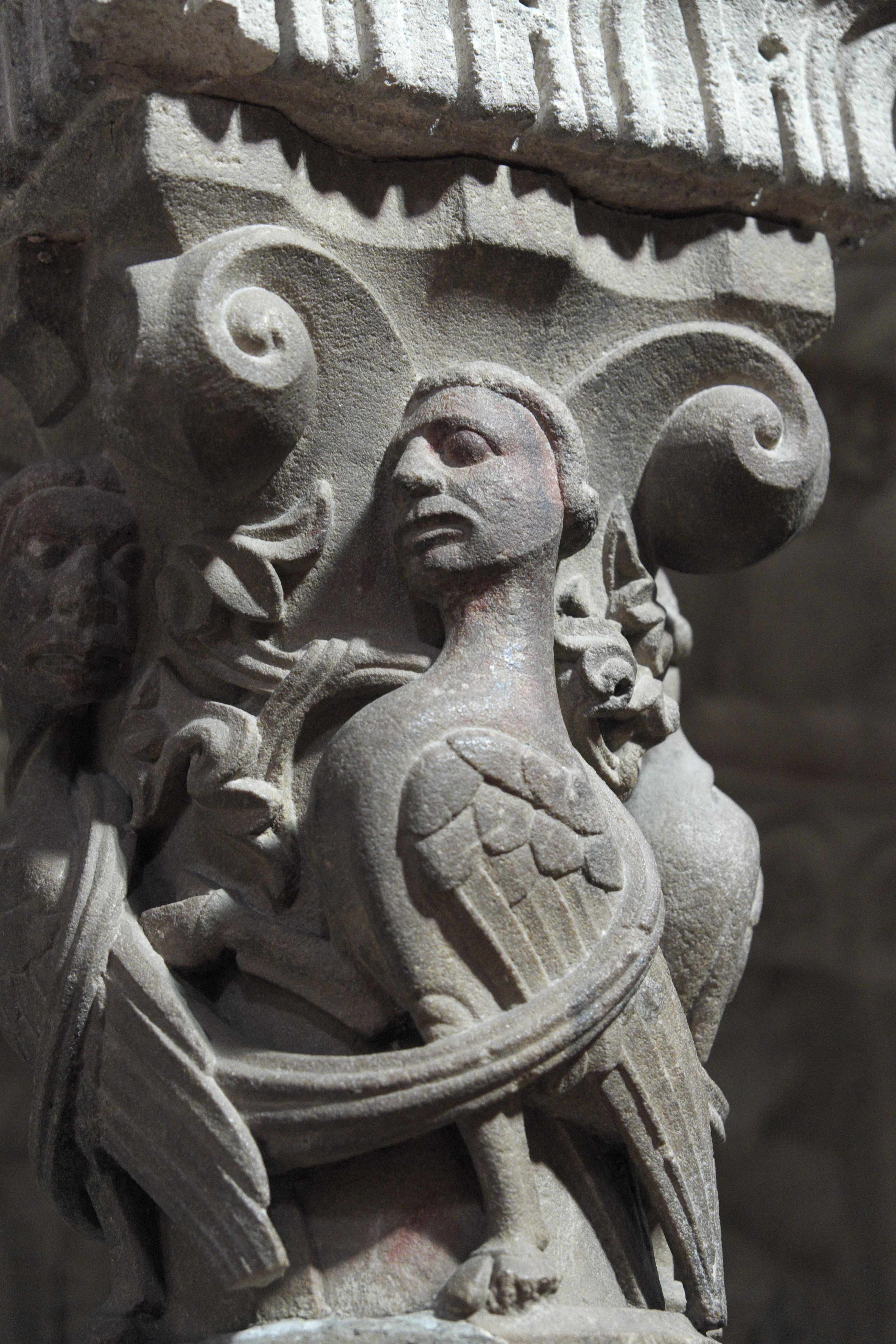
Kapitell mit Harpyie
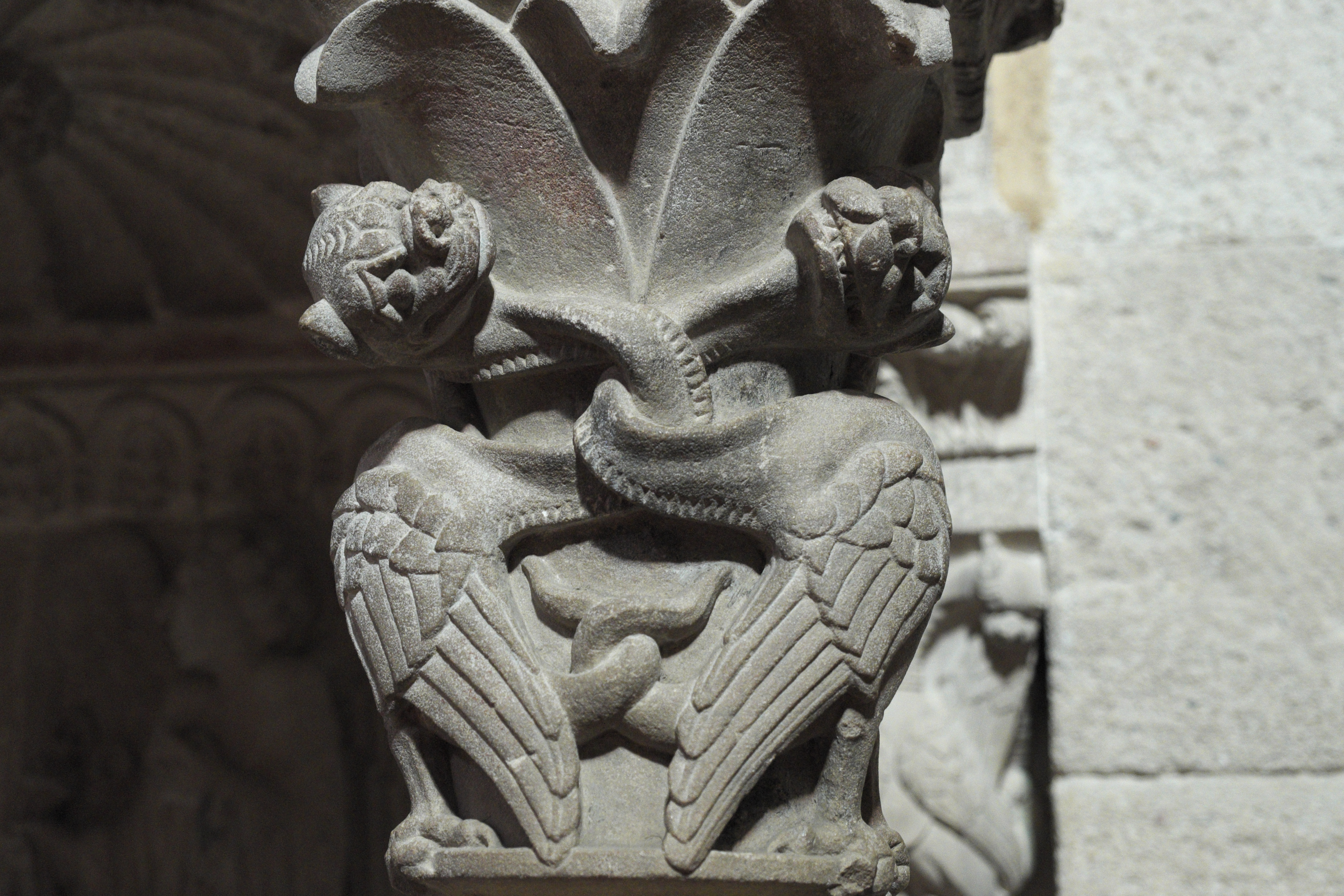
Kapitell mit zwei Harpyien
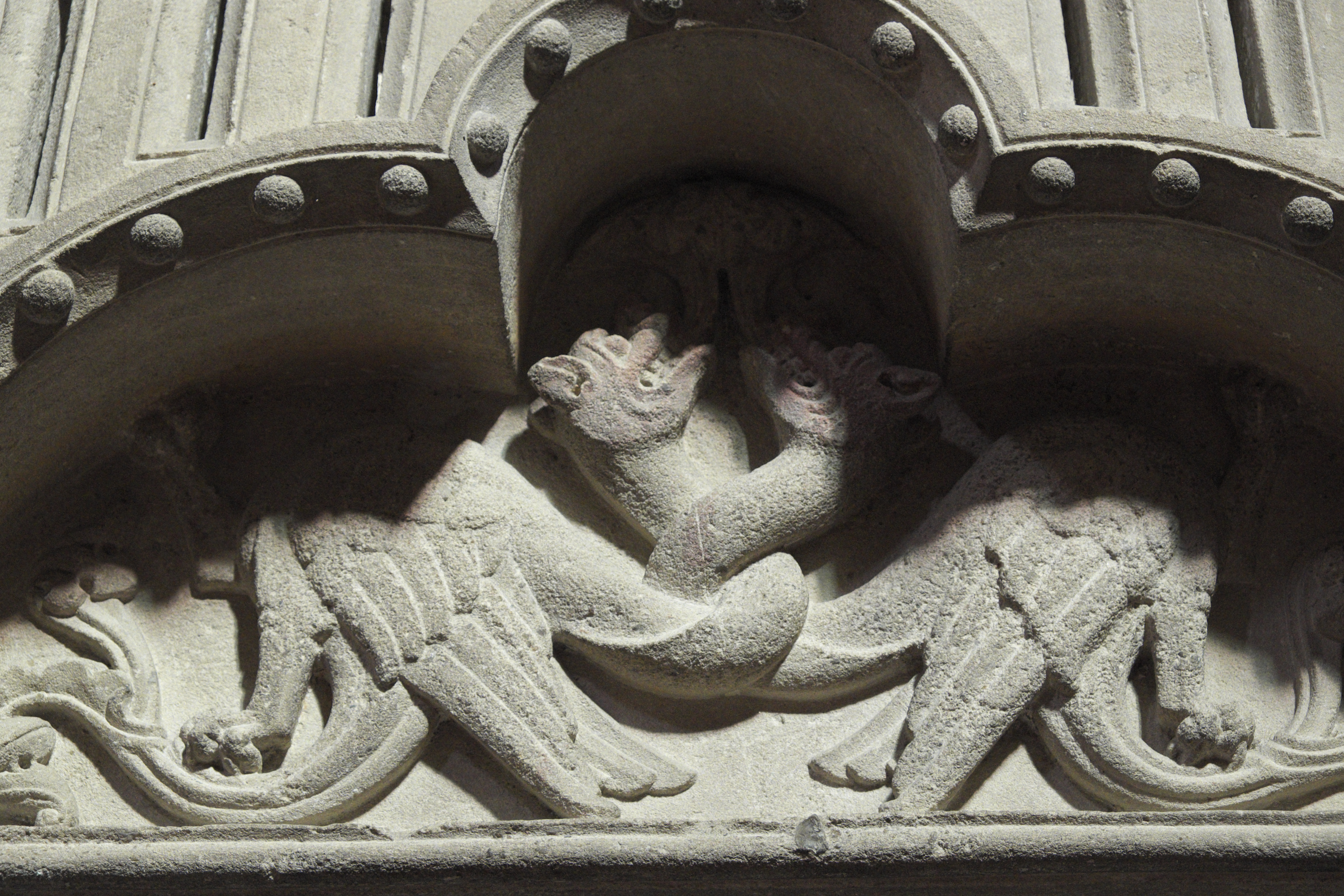
Zwei Drachen unter einem Dreipassbogen